# Жнивні пісні
Жнивні пісні — цикл пісень, співом яких селяни супроводжували працю на полі в період жнив. Жнивні пісні виконувалися під час ходьби в поле, повернення з нього й на перепочинку, інколи виконувалися і під час самого процесу жнив. Жнивні пісні належать до календарно-обрядових жанрів, обрядової лірики. Тематично жнивні пісні є образним та логічним продовженням зажинкових пісень. 
Основна тематика жнивних пісень: збирання врожаю, любов до рідної землі, тяжка праця наймита в господаря-експлуататора, в деяких піснях оспівується протест проти соціального гніту. Найпоширенішими серед таких пісень є мотиви описів поля, величання поля, процесу жаття та самих женців. В жнивних піснях поряд з оспівуванням праці на землі оспівуються архетипні образи небесних світил, наприклад: сонця, ясних зірок, місяця, які неодмінно супроводжували працівників у їхній праці. Часто в жнивних піснях молодий місяць постає у вигляді срібного серпа, натомість зірки на небі порівнюються з копицями в полі — «скільки в небі зірочок — стільки в полі копиць». Розповсюдженим є також образ веселки. Музична особливість жнивних пісень мелодійність, виразність, строгий ритм.